# SM-68 Titan

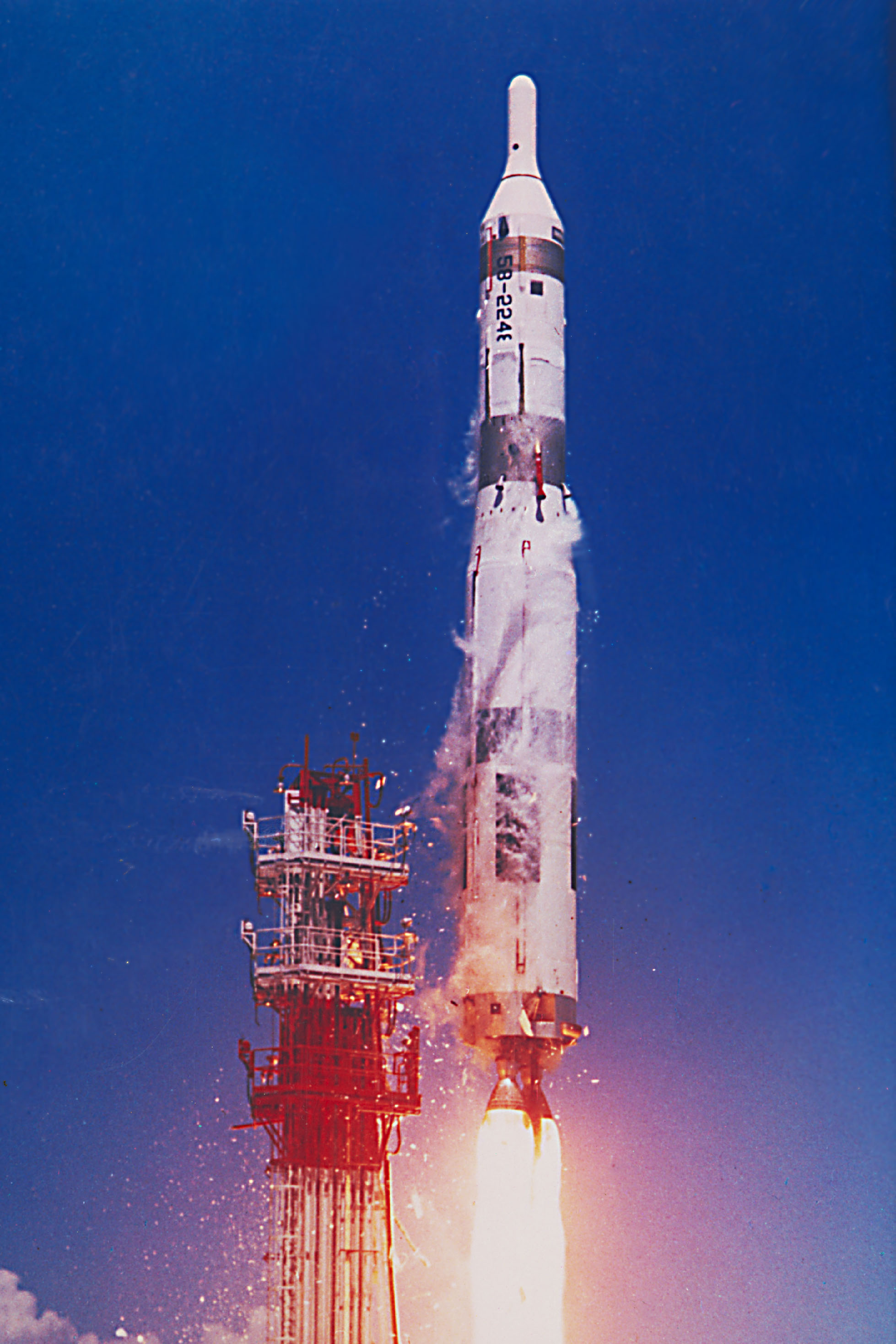
SM-68 Titan 1

Raketa SM-68A/HGM-25A Titan I byla prvním členem rodiny raket Titan a na rozdíl od pozdějších typů sloužila pouze jako mezikontinentální balistická raketa, nikoli jako kosmická nosná raketa. Titan I byl zpočátku označován XB-68, později přešlo americké letectvo na značení SM (strategy missile - strategická střela) a raketa byla přejmenována na SM-68 a později HGM-25. Projekt Titan byl od počátku považován za záložní projekt pro případný neúspěch programu Atlas. Na rozdíl od Atlasu měl Titan standardní stupňovou koncepci a používal běžné materiály a konstrukční postupy. Jako palivo sloužil vysoce rafinovaný petrolej zvaný RP-1 a funkci okysličovadla plnil kapalný kyslík. První raketa Titan I byla uvedena do služby roku 1961 (zhruba dva roky po Atlasu), ale než byly rozmístěny všechny plánované střely, začala být nahrazována vyspělejší verzí LGM-25 Titan II.

## Popis

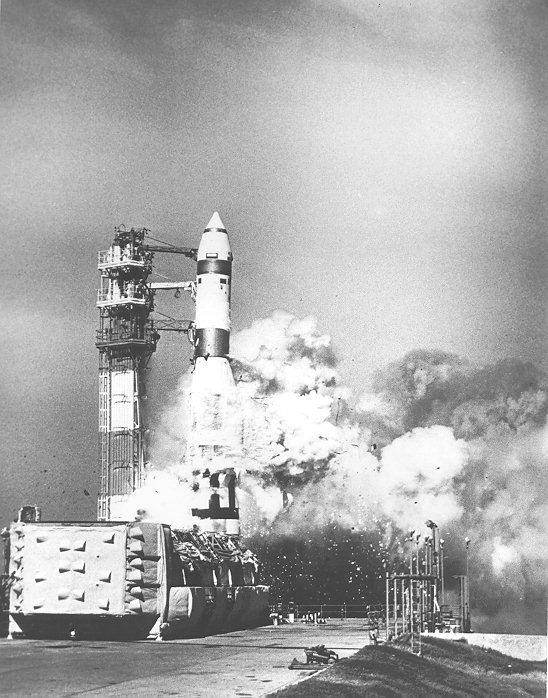
Selhání rakety Titan 1 při testovacím odpalu

Raketa se skládala z prvního a druhého stupně a návratového modulu Mk. 4 s termonukleární hlavicí W-38. První stupeň byl vybaven dvěma motory LR-87-3, byl dlouhý 16 metrů měl průměr 3,1 metru a celková hmotnost včetně paliva činila 76 200 kilogramů. Oba motory dokázaly vyvinout společný tah 1467 kN a pracovaly po dobu 138 sekund. Druhý stupeň byl poháněn jedním motorem LR-91-3, jenž byl zmenšenou verzí motorů LR-87 z prvního stupně. Délka druhého stupně byla 9,8 metru, průměr byl 2,3 metru a celková hmotnost včetně paliva činila 28 940 kg. Motor dodával tah 356 kN a pracoval po dobu 225 sekund. Oba stupně používaly jako pohonné látky kapalný kyslík a RP-1, stejně jako SM-65 Atlas.
Modul pro návrat do atmosféry, AVCO Mk. 4 byl shodný jako na pozdějších verzích raket SM-65 Atlas E/F. Raketa nesla standardně jednu termonukleární hlavici o síle 3,75 megatuny (3,75 milionu tun TNT). Hlavice mohla být nastavena na detonaci v dané výšce nebo při kontaktu se zemí. Efektivní dolet byl 10 200 kilometrů. Navádění rakety na cíl bylo realizováno rádiovým naváděcím systémem, původně byl zvažován inerciální naváděcí systém, kterým však byly vybaveny až pozdější typy raket Atlas.
Rakety byly uloženy v pozemních silech a před odpálením měly být dopraveny na povrch výtahem a natankovány palivem. Odpalovací komplexy se skládaly ze tří podzemních sil, kontrolního centra, elektrárny a radarových věží. Každé podzemní silo mělo vlastní tankovací systém, výtah a další vybavení. Jednotlivé součásti odpalovacích komplexů byly propojeny tunely. Svou komplexností a vysokou cenou se jednalo o nejnákladnější americké vojenské zařízení té doby.